# M.A. (Bootstyp)
M.A. (die Abkürzkung steht wahrscheinlich für Motoscafo d’assalto, deutsch „Sturmboot“) war der erste von zwei Prototypen eines leichten Sprengboottyps der italienischen Marine, welches 1935 vom italienischen Marineamt in Auftrag gegeben wurde, um die Wirksamkeit kleiner und schneller Kleinkampfverbände gegenüber größeren Marineeinheiten zu testen. Nach Beendigung des Abessinienkrieges wurde das Projekt jedoch nur noch halbherzig verfolgt. Es erfolgte nach ausgiebiger Testreihe keine militärischen Einsätze, und der Prototyp ging nie in Serienfertigung.

## Spezifikationen
Der hölzerne Bootskörper wurde von der Werft Baglietto in Varazze hergestellt. Die Motoren lieferte die Firma C.A.B.I. aus Mailand. Beide Firmen waren von der italienischen Marine lediglich mit den technischen Spezifikationen instruiert worden. Hinsichtlich des Einsatzzweckes unterlag das Boot dem Militärgeheimnis. Nach Lieferung des Bootskörpers sowie der technischen Einheiten wurde das Boot von Marineangehörigen montiert. Hierbei wurde der Bug des Schiffes mit 330 kg Sprengstoff Trilolital gefüllt. Im November 1936 erfolgte der Stapellauf. Der Steuerstand des Sprengbootes befand sich im Heckbereich. Dort waren auch alle Bedienungs- und Kontrollinstrumente untergebracht. Zusätzlich verfügte der Pilot über einen Magnetkompass sowie Paddel, die ein geräuschloses Anpirschen an den Feind erlauben sollten.

## Einsatzzweck
Der Sinn des Sprengbootes lag darin, dass der Pilot sich langsam seinen Ziel nähern sollte und ab einer bestimmten Entfernung oder seiner Entdeckung mit Volllast auf dieses zurasen sollte. Zwischen 100 und 200 Meter vor dem Einschlag sollte der Pilot alle Kommandogeräte des Sprengbootes blockieren und die Sprengladung entsichern. Unverzüglich danach sollte er mit einem auf dem Boot liegenden Schwimmfloß per kleiner Sprengkapsel hinauskatapultiert werden. Versagte diese, musste er abspringen. Traf das Sprengboot auf sein Ziel, wurde ein am Bug befestigter Zündmechanismus (Palmola) ausgelöst. Dieser wiederum löste einen kleinen Sprengürtel aus, der mittischiffs durch das Boot verlief. Das Boot sollte hierbei in zwei Teile zerbrechen. Der Bug des Schiffes, in welchem sich der Sprengstoff befand, zündete verzögert durch einen Wasserdruckzünder, der auf ein Meter Wassertiefe eingestellt war. Damit sollte das angegriffene Feindschiff maximal beschädigt bzw. versenkt werden.